# Heinrich Frieling
Heinrich Frieling (* 8. Juni 1985 in Soest) ist ein deutscher Jurist und Politiker (CDU). Er ist seit 2017 Abgeordneter im Landtag von Nordrhein-Westfalen.

## Leben
Frieling wuchs in Sieveringen auf, wo seine Eltern einen landwirtschaftlichen Betrieb führen. Nach dem Abitur 2004 am Ursulinengymnasium in Werl begann er ein Studium der Rechtswissenschaft an der Westfälischen Wilhelms-Universität Münster, das er 2010 mit dem Ersten Staatsexamen abschloss. Im Anschluss absolvierte er das Rechtsreferendariat am Landgericht Arnsberg und ein verwaltungswissenschaftliches Ergänzungsstudium an der Deutschen Hochschule für Verwaltungswissenschaften Speyer. Nach Ablegung des Zweiten juristischen Staatsexamens 2012 und der Zulassung als Rechtsanwalt arbeitete er zunächst in einer Soester Anwaltskanzlei. Derzeit (Stand: 2020) ist er als selbständiger Rechtsanwalt in Ense tätig. Ferner hat Frieling seit 2014 einen Lehrauftrag für Kommunalrecht an der Fachhochschule für öffentliche Verwaltung Nordrhein-Westfalen in Gelsenkirchen inne.

## Politik
Frieling trat 2004 in die CDU ein und war Mitglied in der Jungen Union Werl, da zu dem Zeitpunkt keine JU in Ense existierte. Er reaktivierte die JU Ense und war von 2005 bis 2010 Vorsitzender der Jungen Union Ense, von 2012 bis 2016 Vorsitzender des JU-Kreisverbandes Soest und von 2013 bis 2019 Mitglied des JU-Deutschlandrates. Seit 2015 ist er Mitglied des CDU-Bezirksvorstandes Südwestfalen und seit November 2017 Vorsitzender des CDU-Kreisverbandes Soest. Dem Rat der Gemeinde Ense gehört er seit 2009 an, seit 2014 ist er Vorsitzender der dortigen CDU-Ratsfraktion.
Bei der Landtagswahl 2017 wurde Frieling als Abgeordneter in den Landtag von Nordrhein-Westfalen gewählt. Er gewann das Direktmandat im Wahlkreis 119 (Soest I) mit 42,4 % der Erststimmen. In der 17. Wahlperiode war er Mitglied des Ausschusses für Haushaltskontrolle, des Innenausschusses sowie des Ausschusses für Umwelt, Landwirtschaft, Natur- und Verbraucherschutz. Bei der Landtagswahl 2022 verteidigte er das Direktmandat mit einem Erststimmenanteil von 43,2 %.
Im Rahmen des CDU-Kreisparteitags in Bad Westernkotten am 23. November 2024 zur Nominierung des Kandidaten für den Wahlkreis 145 Soest bei der Bundestagswahl 2025 gab Frieling bekannt, sich bei den Kommunalwahlen 2025 um die Nachfolge von Landrätin Eva Irrgang im Kreis Soest zu bewerben.